# Saint-Dié-des-Vosges
Saint-Dié-des-Vosges, thường được gọi là Saint-Dié, là một commune (đơn vị hành chính nhỏ nhất của Pháp) tại đông bắc nước Pháp. Saint-Dié là một quận lỵ nằm trong tỉnh Vosges.

## Thông tin
- Khu hành chính: Vosges
- Tọa độ thủ đô: 48°17' Bắc 6°57' Đông
- Diện tích: 46,15 km²
- Dân số: 22.569 (1999)
- Mật độ: 489/km²

## Lịch sử
1507: Cosmographiae Introductio (Martin Waldseemüller)

## Địa điểm nổi tiếng của Saint-Dié-des-Vosges
- Nhà thờ
- Viện bảo tàng Pierre-Noël
- Tháp Tự do (tiếng Pháp: Tour de la Liberté)

## Đại học

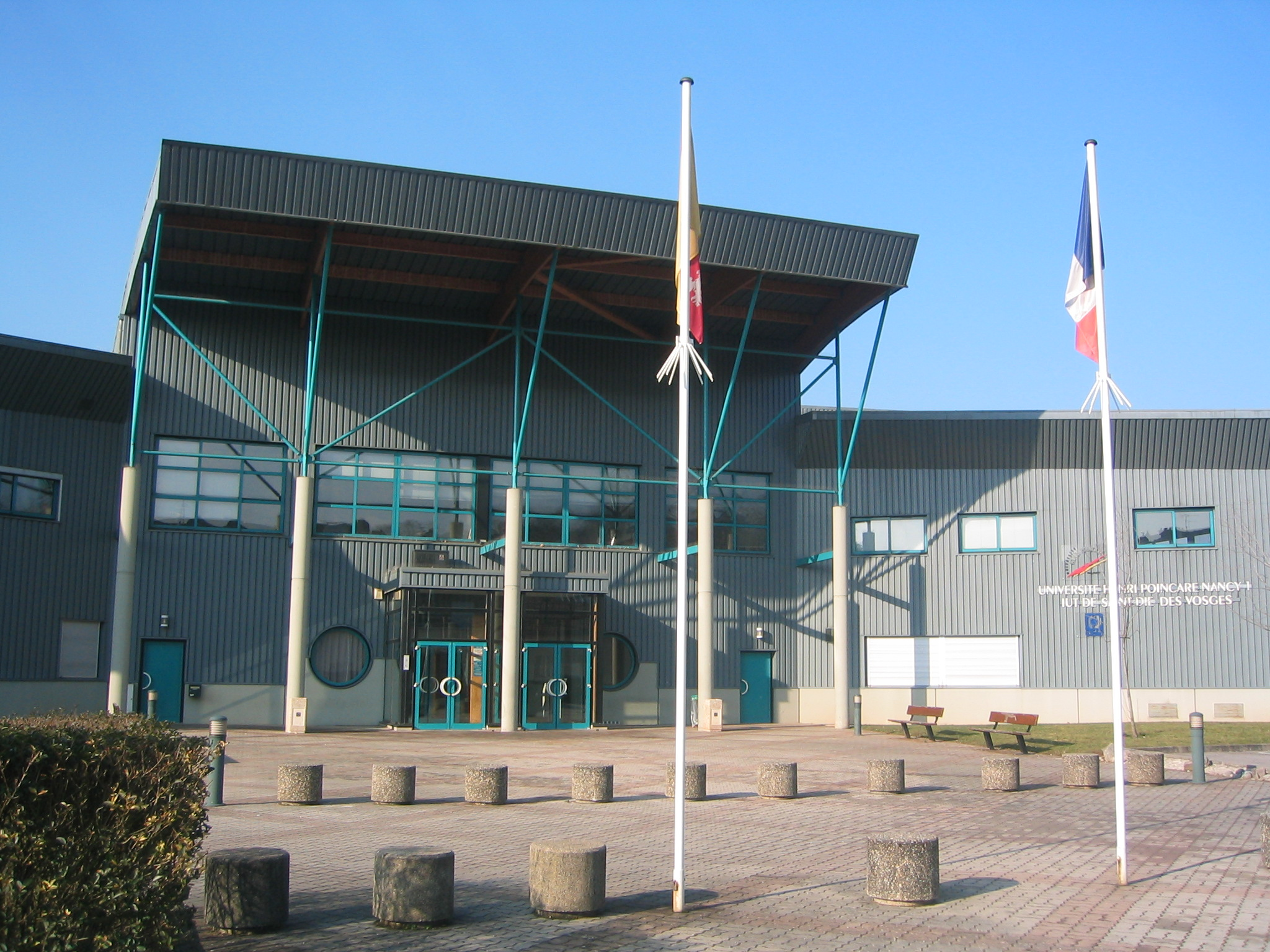
Institut universitaire de technologie

IUT (tiếng Pháp: Institut universitaire de technologie)
- Điện tử học
- Khoa học máy tính
- Internet